# Vand Chakko
Vand Chakko, (Punjabi : ਵੰਡ ਛਕੋ ), est l'un des Trois Piliers du Sikhisme selon l'enseignement de Guru Nanak, le fondateur de cette religion. Les deux autres piliers sont Naam Japna, et, Kirat Karo. Vand Chakko est une méthode de partage dans la société et cela afin de consommer de manière altruiste. Vand Chakko s'applique aux richesses personnelles et aussi à la nourriture.
Ainsi suivre l'enseignement de Guru Nanak amène à donner la charité, et, aider ceux qui sont dans le besoin. Un Sikh doit donner au moins 10 % de ses revenus aux nécessiteux, ou à des œuvres caritatives.
« Vand Ke Chakna » est une autre orthographe pour ce concept et rajoute une notion non égoïste quant aux fruits de son travail qui doit être dédicacé aux autres avant tout, sans prendre en compte sa propre considération. Cette notion se retrouve dans le bouddhisme. 
Dans le Guru Granth Sahib, les textes fondateurs du sikhisme, il est écrit que chacun un jour par mois doit se consacrer uniquement à la charité envers les autres .

## Source
- Vand Chakko dans wikipédia en anglais.